# 竹風綠光海風自行車道
竹風綠光海風自行車道，是苗栗縣竹南到苑裡的自行車道。

## 簡介
苗栗縣政府從2009年9月開始闢建該全長68.5公里的自行車道，北接新竹海八景自行車道，串連竹南、後龍、通霄、苑裡海線四鄉鎮，南銜台中大甲，總經費約3億元，2011年11月20日完工啟用。
車道為田間路、防風林道、鐵路舊線路基，以崎頂車站附近的崎頂海水浴場為起點，沿途有龍鳳漁港、防風林、紫斑蝶保護區、竹南海口人工濕地、外埔漁港、過港貝化石層、白沙屯隧道群 (後龍過港隧道)、好望角、白沙屯、新埔車站、秋茂園、通霄海洋渡假村、苑港漁港等景點。

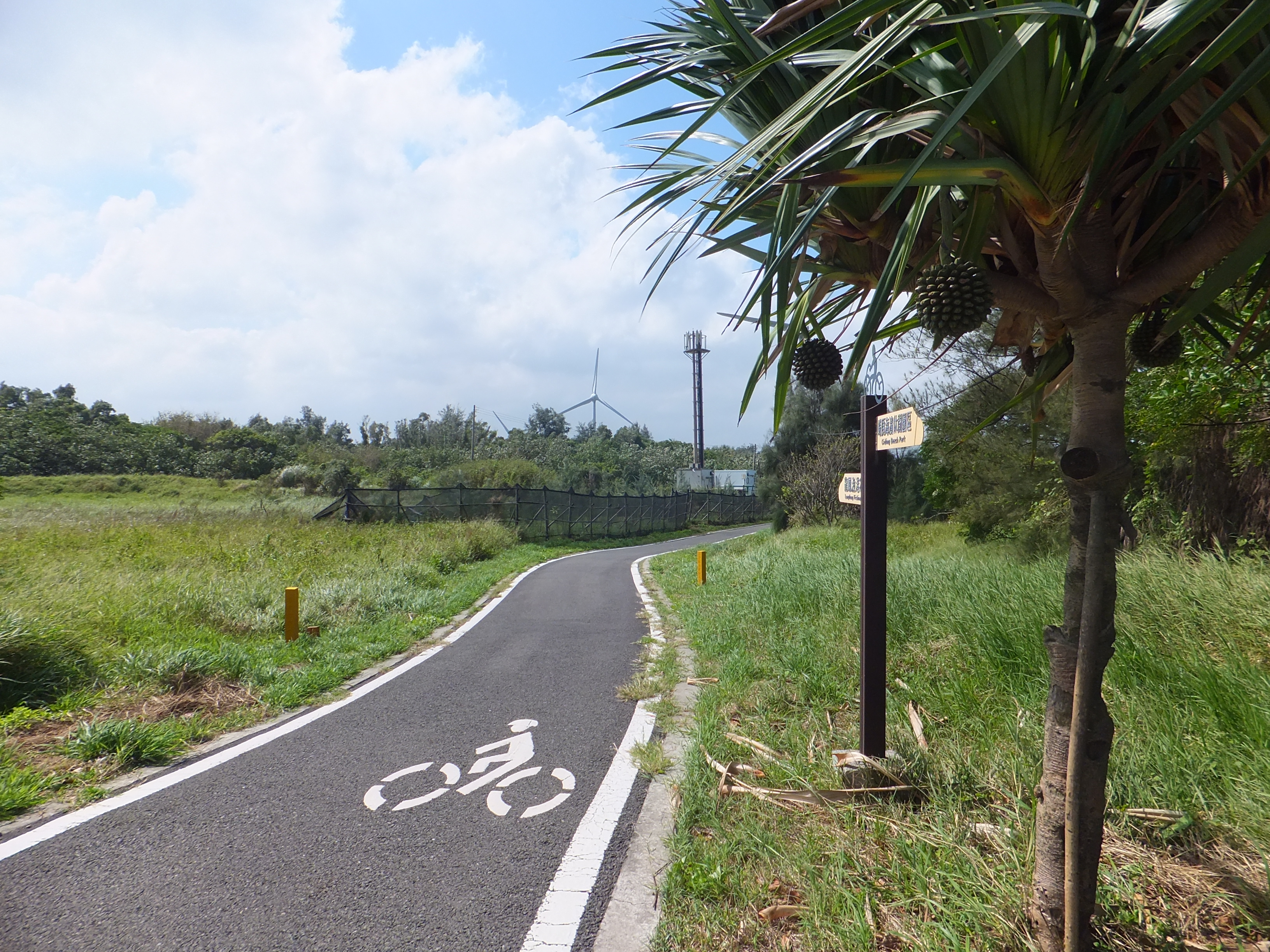
起點
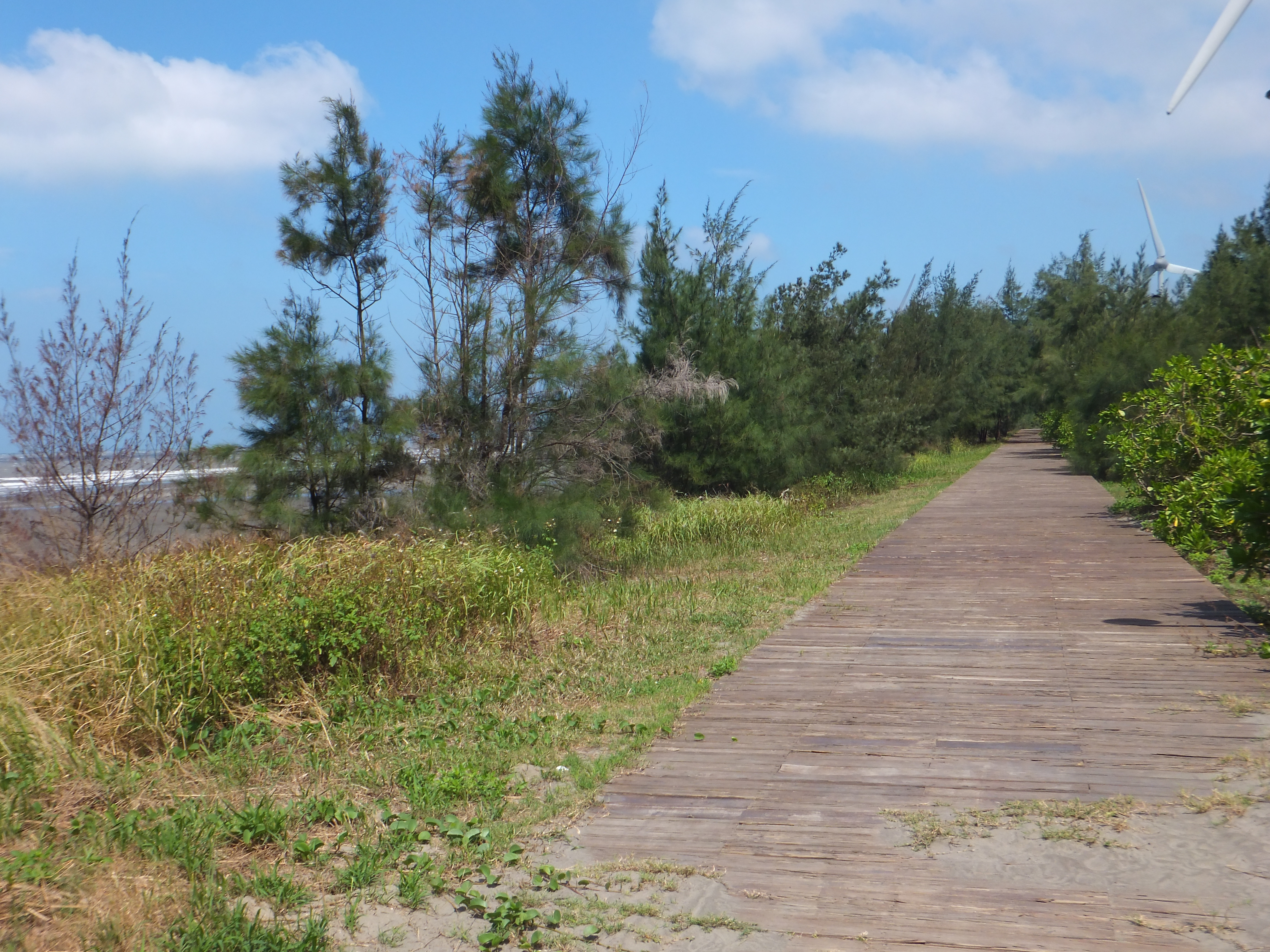
木棧道
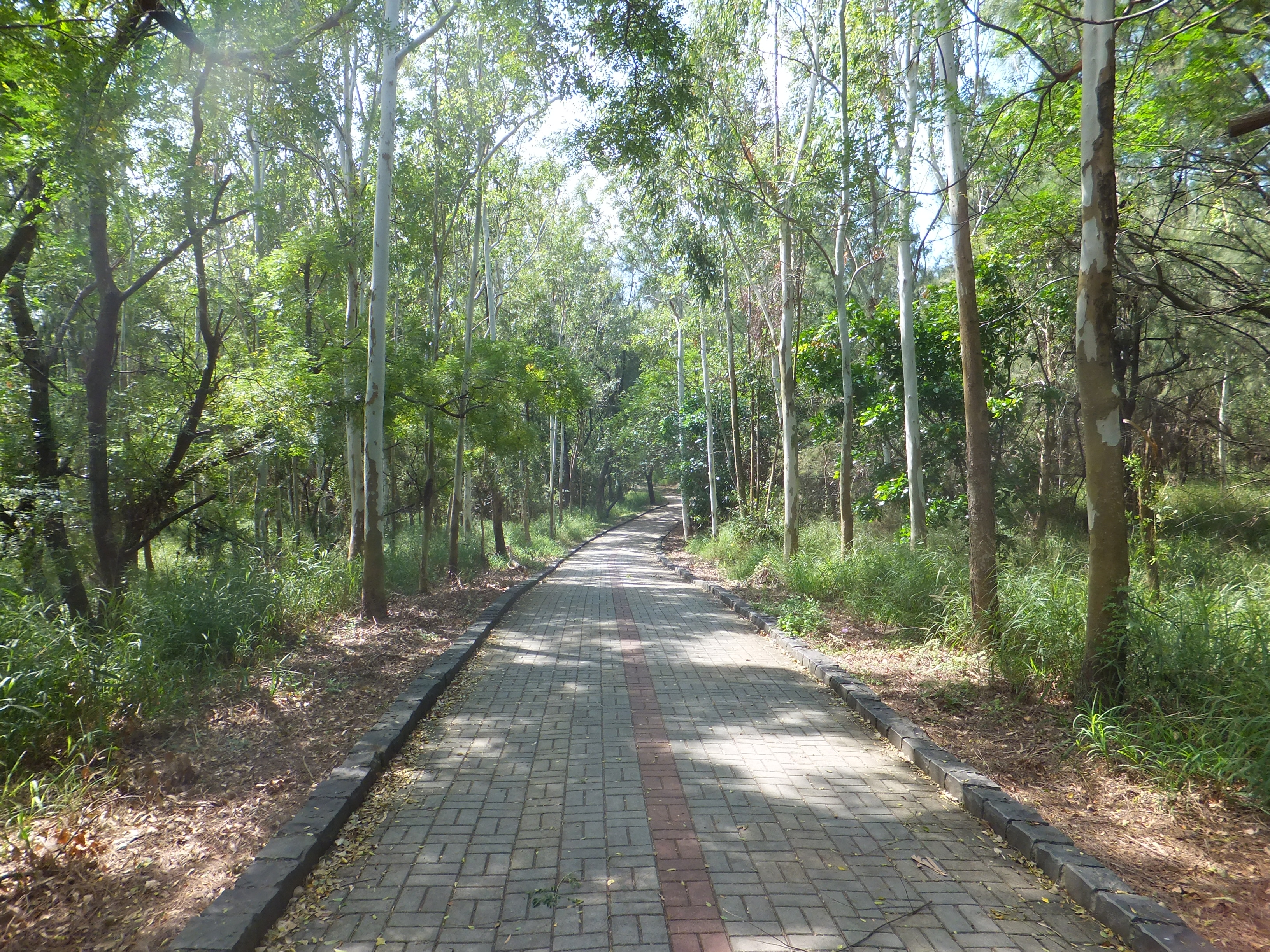
防風林道
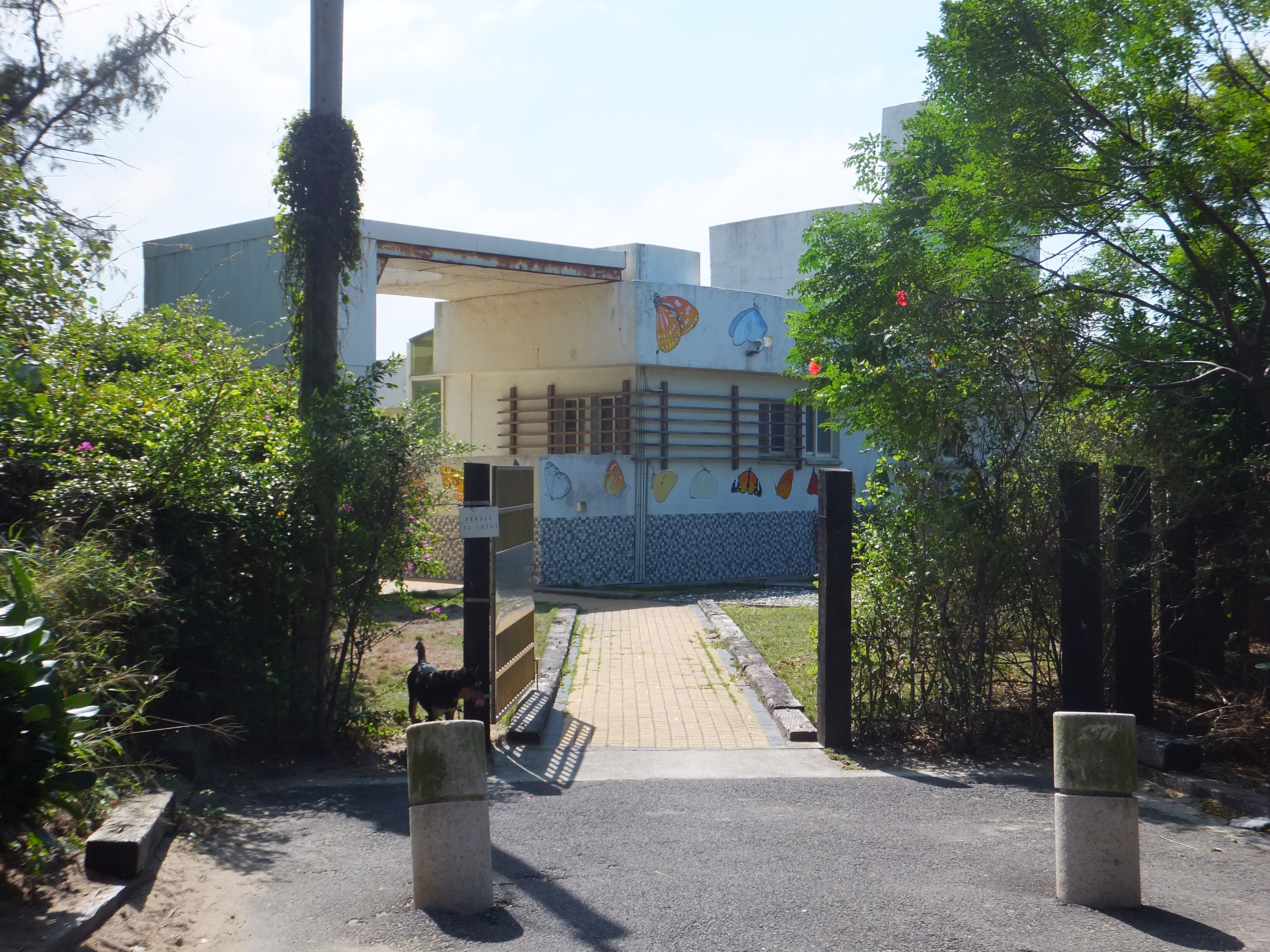
紫斑蝶生態館
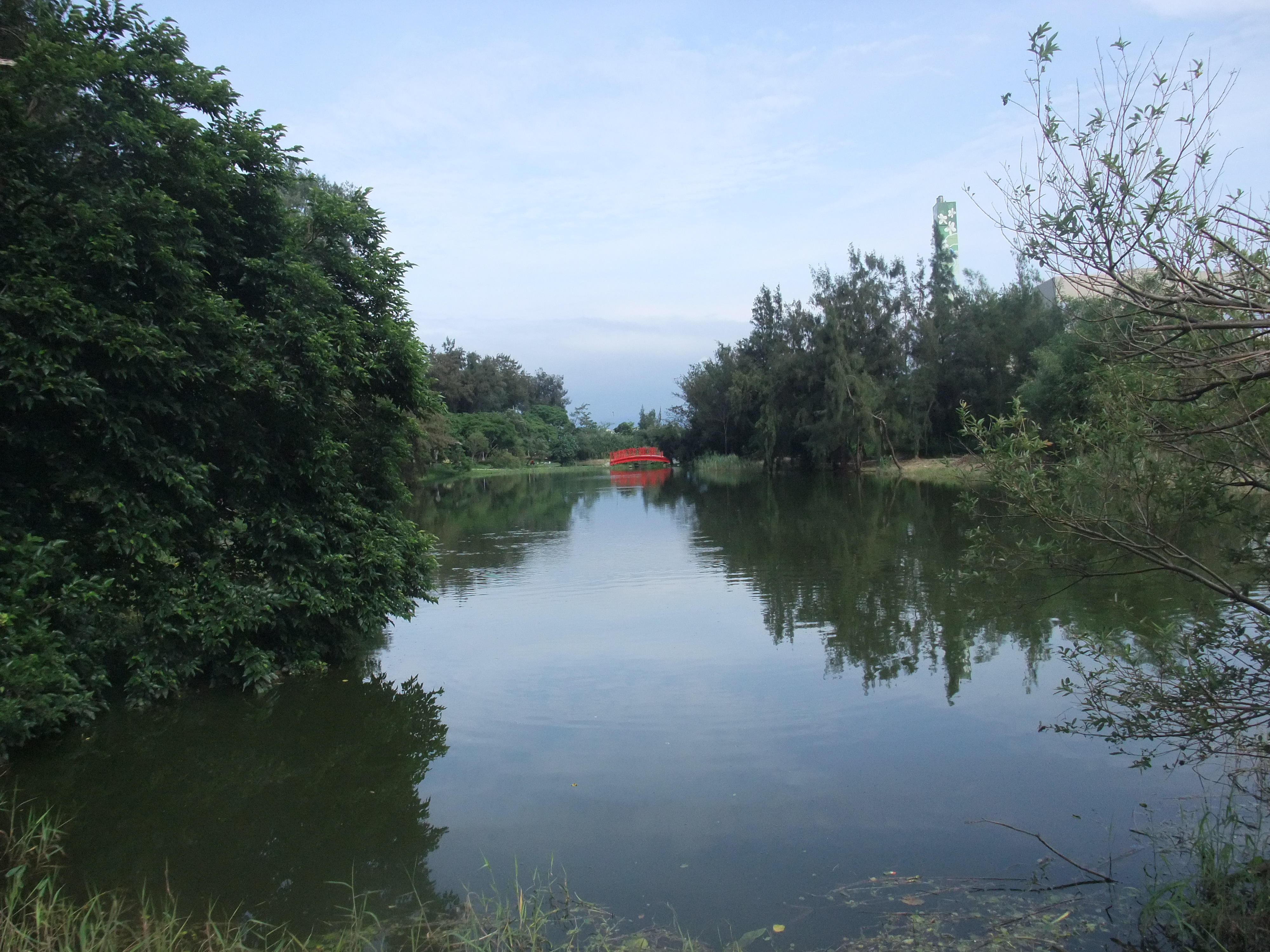
竹南海口人工濕地